# Cartoon Cartoons
Cartoon Cartoons es el nombre colectivo usado por la cadena Cartoon Network para todas las caricaturas originales estrenadas entre 1995 y 2003 producidas mayormente por Hanna-Barbera y/o Cartoon Network Studios. Nace tras el éxito de El laboratorio de Dexter en abril de 1996, y la necesidad de crear más dibujos animados originales, partiendo primero con sus producciones realizadas en los estudios de Hanna-Barbera y más adelante con productoras externas de animación.
En Estados Unidos se emitió Cartoon Cartoons. Este espacio nació en julio de 1997 en Estados Unidos, y en Latinoamérica en octubre de 1997 bajo el nombre en español de "Caricatoon Cartoon", pero que años más tarde el nombre fue revertido al original en inglés, y que después a fines de 1999 los viernes en la noche como un bloque de programación denominado Cartoon Cartoons Fridays y en Latinoamérica se emitía viernes, sábados y domingos bajo el nombre de Cartoon Cartoons. Desde 2009 el nombre de Cartoon Cartoons dejó de utilizarse, por lo que a las caricaturas producidas desde ese año en adelante ya no se les llama así oficialmente.
Cartoon Cartoons es conocido por su jingle instrumental que fue compuesto por Stephen Mank del estudio Primal Screen, quienes también trabajaron en los bumpers de la cadena durante la era Powerhouse. El tema musical se introdujo junto a la marca a finales de julio de 1997 con nuevas gráficas que consiste el logotipo de Cartoon Network de 1992-2004 colocado sobre un fondo de remolino verde (o azul) con círculos concéntricos. En 1999, la canción fue remezclada por Michael Kohler para el bloque "Cartoon Cartoon Fridays". En 2000, se hizo un nuevo arreglo de la canción para el bloque "The Cartoon Cartoon Show" que cambió las introducciones y finales de todos los cortos originales del anteriormente llamado "What a Cartoon!". Aunque la marca fuese discontinuada en 2004 en Estados Unidos, la parte final del jingle todavía era usada como un logo de producción de Cartoon Network a través un fondo negro con círculos azules la cual duró de 1999 a 2016.

## Historia

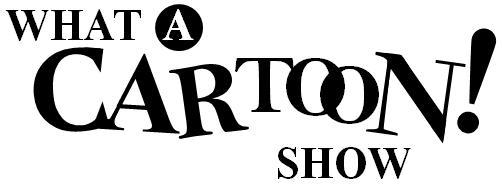
Logo del programa What a Cartoon!.

Los Cartoon Cartoons se presentaron por primera vez como World Premiere Toons o Estreno Mundial de Toons el 20 de febrero de 1995 bajo el título de What a Cartoon! (¡Qué Historia Tan Maravillosa El Show! en español de España y de Latinoamérica), una serie de cortos animados producidos por Hanna-Barbera Cartoons y Cartoon Network Studios, producidos por Fred Seibert. Seibert había sido una fuerza orientadora para Nickelodeon (habiendo supervisado la creación de Nicktoons poco antes de su partida) antes de unirse a Hanna-Barbera y establecería Frederator Studios años después.
A raíz de que han aparecido cortos originales cada semana, un año más tarde se crea "What a Cartoon! Show", un espacio donde presentaban durante media hora, tres cortos animados de la serie. Fue en ese programa donde se pudo apreciar nuevos cortos animados durante 1997.
La primera serie que fue introducida en un corto de "What a Cartoon!" había sido El Laboratorio de Dexter en 1996. Un año más tarde, Johnny Bravo y Cow & Chicken unió Dexter en la línea de Cartoon Network. The Powerpuff Girls se convirtió en una serie más de dicha línea en el otoño de 1998. I Am Weasel y Ed, Edd y Eddy son dos de las series de Cartoon Network que no fueron introducidas como un corto de "What a Cartoon!".
Más programas se estrenaron llevando la marca Cartoon Cartoons, que se transmite a través de programación del canal. En Estados Unidos tuvo un espacio para la noche del viernes con el nombre de "Cartoon Cartoon Fridays", y se convirtieron en el lugar indicado para estrenos de nuevos episodios y programas a partir de 1999. En 2000, el bloque comienza a tomar un giro siendo presentado por los personajes de las series, y el 5 de septiembre de 2003 el bloque se rebautizó como "Fridays", y esta vez en un formato de live-show realizado en los estudios del canal en Atlanta. El programa fue presentado por Tommy Snider, Nzinga Blake (2003-2004) y posteriormente, Tara Sands (2005-2007).
Con el éxito de la marca "Cartoon Cartoons", a fines de los 90, el espacio "What a Cartoon! Show" sería reemplazado por "The Cartoon Cartoon Show", un programa de media hora con episodios de las series originales del canal que ya no se muestra regularmente, y además con "The Cartoon Cartoon Top 5", que era un programa de una hora de duración con una clasificación de 5 "mejores" Cartoon Cartoons de la semana.
En Latinoamérica, en cambio, "What a Cartoon! Show" seguía al aire presentando los clásicos cortos animados, mezclando además con algunos cortos nuevos que aparecieron en el programa "Cartoon Cartoon Fridays". Se mantuvo al aire hasta 2003, cuando comienza a rebautizarse como "The Cartoon Cartoon Show".
El programa original de más larga duración es Ed, Edd y Eddy, que duró 10 años. Jones, el robot fue la serie de más corta duración y es el único sin planes de ser lanzado en DVD. Hubo muchos aciertos en producciones originales similares a Cartoon Cartoons. Por ejemplo, un programa clásico del canal: "Cartoon Planet" fue revivido en la señal estadounidense de Cartoon Network el 30 de marzo de 2012, a transmitirse en un formato similar a "The Cartoon Cartoon Show". Se han emitido dibujos animados originales de Cartoon Network de la década de 1990 a finales de 2000, como el Laboratorio de Dexter, Johnny Bravo, Cow & Chicken, I Am Weasel, The Powerpuff Girls, Coraje, el perro cobarde, Ed, Edd n Eddy, Codename: Kids Next Door y muchos más, incluyendo originales de Cartoon Network Studios fuera del apodo, tales como Mansión Foster para amigos imaginarios, El Campamento de Lazlo y Chowder. Dicho bloque había regresado el 5 de octubre de 2012, al cumplirse los 20 años de Cartoon Network .En La señal hispanoamericana  en 2008 se creó un bloque llamado Cartoon Pop, el cual dejó de emitirse el 1 de mayo de 2021.
En abril de 2021, Cartoon Network anunció una nueva versión del programa de cortos "Cartoon Cartoons" llamado "Cartoonstitute".
Desde el 28 de agosto de 2023, Adult Swim comenzó a emitir un bloque llamado "Checkered Past" en el que presenta series originales de Cartoon Network, principalmente de las décadas de 1990 y 2000, de lunes a viernes, de 5:00 a 7:00 p. m.

## Lista de Cartoon Cartoons
Esta es una lista de las series originales de Cartoon Network emitidas en la señal de Estados Unidos con su fecha oficial de estreno y finalización.
| #  | Serie                                   | Creador                                          | Estreno                 | Fin de transmisión       | Número de Episodios | Número de Temporadas |
| -- | --------------------------------------- | ------------------------------------------------ | ----------------------- | ------------------------ | ------------------- | -------------------- |
| 1  | El Laboratorio de Dexter                | Genndy Tartakovsky                               | 28 de abril de 1996     | 20 de noviembre de 2003  | 78                  | 4                    |
| 2  | Johnny Bravo                            | Van Partible                                     | 14 de julio de 1997     | 27 de agosto de 2004     | 65                  | 4                    |
| 3  | Cow and Chicken                         | David Feiss                                      | 15 de julio de 1997     | 24 de julio de 1999      | 52                  | 4                    |
| 4  | I Am Weasel                             | David Feiss                                      | 22 de julio de 1997     | 2 de marzo de 2000       | 79                  | 5                    |
| 5  | The Powerpuff Girls                     | Craig McCracken                                  | 18 de noviembre de 1998 | 25 de marzo de 2005      | 78                  | 6                    |
| 6  | Ed, Edd y Eddy                          | Danny Antonucci                                  | 4 de enero de 1999      | 8 de noviembre de 2009   | 65                  | 6                    |
| 7  | Mike, Lu y Og                           | Charles Swenson Mikhail Shindel Mikhail Aldashin | 12 de noviembre de 1999 | 27 de mayo de 2001       | 26                  | 2                    |
| 8  | Coraje, el Perro Cobarde                | John R. Dilworth                                 | 12 de noviembre de 1999 | 22 de noviembre de 2002  | 52                  | 4                    |
| 9  | Sheep en la gran ciudad                 | Mo Willems                                       | 17 de noviembre de 2000 | 7 de abril de 2002       | 26                  | 2                    |
| 10 | El Escuadrón del Tiempo                 | Dave Wasson                                      | 8 de junio de 2001      | 26 de noviembre de 2003  | 26                  | 2                    |
| 11 | Samurai Jack                            | Genndy Tartakovsky                               | 10 de agosto de 2001    | 25 de septiembre de 2004 | 62                  | 5                    |
| 12 | Grim & Evil                             | Maxwell Atoms                                    | 24 de agosto de 2001    | 18 de octubre de 2002    | 13                  | 2                    |
| 13 | Jones, El Robot                         | Greg Miller                                      | 19 de julio de 2002     | 14 de noviembre de 2003  | 13                  | 2                    |
| 14 | Codename: Kids Next Door                | Tom Wardburton                                   | 6 de diciembre de 2002  | 21 de enero de 2008      | 78                  | 6                    |
| 16 | Las Sombrías Aventuras de Billy y Mandy | Maxwell Atoms                                    | 13 de junio de 2003     | 9 de noviembre de 2007   | 83                  | 6                    |
| 17 | Evil Con Carne                          | Maxwell Atoms                                    | 11 de julio de 2003     | 22 de octubre de 2004    | 14                  | 2                    |